# NGC 602
NGC 602 (ook wel ESO 29-SC40) is een open sterrenhoop in de Kleine Magelhaense Wolk, die zich bevindt in het sterrenbeeld Toekan. NGC 602 ligt op ongeveer 196.000 lichtjaar afstand van de Aarde en meet 90 lichtjaar in diameter.
NGC 602 werd op 1 augustus 1826 ontdekt door de Schotse astronoom James Dunlop.